# 盧斯特花園
52°31′7″N 13°23′59″E / 52.51861°N 13.39972°E
盧斯特花園（德語：Lustgarten）是位於德國柏林市中心博物館島的一座公園，北侧与柏林旧博物馆相邻，东侧为柏林大教堂，南侧为重建后的柏林宫与洪堡论坛，西侧为施普雷运河。此地在歷史上曾長期用作閱兵、集會等大型公眾活動的場地。1646年，该园林正式啟用現在的名稱。

## 历史
施普雷岛位于施普雷河中央，其北部最早是一片泥泞的沙洲。13世纪名为克尔恩的城市建立于岛屿南部，1442年勃兰登堡选帝侯腓特烈二世在岛屿中部兴建柏林宫，然而岛屿北部即今卢斯特花园所在位置，在当时尚未开发利用。历史资料对该地的记载最早可以追溯到1471年，然而在这之前该地可能就已经成为园林。1573年柏林宫扩建，选帝侯约翰·格奥尔格下令将卢斯特花园改为果菜园并让宫廷园丁Desiderius Corbinianus管理。为满足宫廷烹调需要，园丁Corbinianus在园林中部分区域种植药草和果树。可能还有部分区域举办过宫廷庆典。三十年战争期间，该园林曾被废弃。